# Spitiponny
Spitiponnyn är en hästras som härstammar från Himalayaområdet i Indien tillsammans med sin nära släkting Bhutiaponnyn. Rasen avlas dock i bättre kvalitet än sin släkting även om rasen inte har en riktig standard. Tillsammans med Bhutiaponnyn och Tibetansk ponny ingår Spitiponnyn i ett begrepp kallad Indisk ponny. Spitiponnyn kallas även för Chamurtiponny. Spitiponnyn är även känd för att de inte travar, utan istället går de i passgång.

## Historia
Spitiponnyn härstammar från vilda bergsponnyer från Himalaya där den levt i flera hundra år. Idag avlas den mest i Spitidalen i Himachal Pradesh i nordvästra Indien som har gett rasen dess namn. Men hästarna kallas för Chamurti i Indien. Spitidalen är ett hästrikt område där nästan alla äger som minst 3-4 hästar. Spitiponnyn delar många särdrag med den tibetanska ponnyn och Bhutiaponnyn och detta beror på att dessa tre raser troligtvis korsats fram och tillbaka innan man tillförde en mer selektiv avel på varje ras.
Sedan början av 1990-talet ingår den i en kategori kallad Indisk ponny för att bevara rasen och eventuellt förädla den.

## Egenskaper
Spitiponnyn är nära släkt med Bhutiaponnyn, men är något mindre och på grund av att rasen även avlas fram av hästuppfödare håller de en högre standard än sina släktingar. Rasen är en typisk bergsponny som är säker på foten och uthållig och för det mesta med ett gott lynne även om vissa ponnyer kan vara väldigt istadiga och envisa.  Ponnyerna har starka ben och hårda hovar och används mest inom jordbruket. Spitiponnyn blir aldrig över 120 cm i mankhöjd.
Det mest framträdande karaktärsdraget hos rasen är passgången. Spitiponnyer travar aldrig utan går hellre i passgång, en gångart som även är bekväm för ryttaren. De har även två extra gångarter, bland annat en som även finns hos Tennessee walking horse som kallas running walk.
Indiska ryttare rider dem ofta med en traditionell sadel som består av en träram som är täckt med ett tjock tibetanskt färgstarkt tyg i färgerna rött, blått, gult och grönt. De rids även med huvudlag som är speciellt vävt för rasen och man flätar in färggranna band i manen för att visa att det är en Spitiponny man rider. Något som är lite annorlunda och som görs av tradition är att man binder upp hästarna, inte genom att knyta tyglarna runt något, utan man binder upp ena benet på hästen så att den inte kan gå. Hästarna vänjs vid detta redan som föl. Det är inte ovanligt att man rider hästarna två och två men om hästarna inte behövs skickar man iväg dem på bete en bit bort från sin by där de får gå fritt, utan stängsel, ofta med någon som är där och ser över dem.